# Арешян, Григор Евгеньевич
Григор Евгеньевич Арешян (арм. Գրիգոր Արեշյան, 13 мая 1949, Ереван — 2 августа 2020, Ереван) — армянский государственный деятель.
- 1966—1970 — исторический факультет Ереванского государственного университета.
- 1970—1973 — аспирант Ереванского государственного университета. Кандидат исторических наук.
- 1970—1973 — лаборант на кафедре археологии Ереванского государственного университета.
- 1973—1980 — младший научный сотрудник в центре армяноведения Ереванского государственного университета.
- 1980—1981 — старший научный сотрудник, а затем заместитель начальника управления охраны памятников при совете министров Армянской ССР.
- 1981—1987 — заведующий лабораторией Ереванского государственного университета.
- С 1987 — доцент Ереванского государственного университета.
- 1987—1991 — заместитель директора Института археологии Академии наук Армянской ССР.
- 1991—1992 — был государственным министром Армении; возглавлял государственную делегацию на переговорах с Россией[2].

Позднее переехал в США, работал в Археологическом центре при Калифорнийском университете в Лос-Анджелесе. Иностранный член НАН РА (2014).